# Флорес (департамент)
Фло̀рес (на испански: Flores) е един от 19-те департамента на южноамериканската държава Уругвай. Намира се в югозападната част на страната. Общата му площ е 5144 км², а населението е 25 104 жители (2004 г.) Столицата му е град Тринидад.
1. ↑  www.gub.uy